# Шан Сяоюнь
Шан Сяоюнь (кит. трад. 尚小雲, упр. 尚小云, пиньинь Shāng Xiǎoyún; 7 января 1900, Пекин, Империя Цин — 19 апреля 1979, Сиань, Шэньси, КНР) — китайский артист, исполнитель ролей женского амплуа «дань» в пекинской опере.
Вместе с Мэй Ланьфаном (кит. 梅蘭芳), Чэн Яньцю (кит. 程砚秋) и Сюнь Хуэйшэном (кит. 荀慧生) Шан Сяоюнь известен как один из Четырёх великих дань золотой эры пекинской оперы.
Шан Сяоюнь — это сценический псевдоним. Настоящее имя — Шан Дэцянь (кит. 尚德泉, пиньинь Shàng Déquán).

## Биография
Родился в Пекине в бедной семье выходцев из Наньгуна (провинции Хэбэй) 7 января 1900 года. Мастерство пекинской оперы начал постигать с ролей мужчины-воина ушэн, позднее переключился на женские роли. Учился в театральной школе Саньлэ (кит. 三乐社) вместе с Сюнь Хуэйшэном и Чжао Туншанем (кит. 赵桐珊); их впоследствии назвали тремя лучшими выпускниками этого учебного заведения.
После окончания школы играл в операх «Сылан навещает мать» и «Чжаоцзюнь покидает пределы Родины» (кит. 昭君出塞) вместе с Ян Сяолоу, Ван Яоцином), Юй Шуянем и Ма Ляньляном.
В 1937 году основал собственную школу Жунчунь (кит. 荣春社), из которой вышло свыше двухсот актёров пекинской и шансийской опер.
В 1950 году в Шаньси была создана Труппа пекинской оперы, которую возглавил Шан Сяоюнь.
Скончался в Сиане (провинция Шэньси) 19 апреля 1979 года. Похоронен на Революционном кладбище Бабаошань в Пекине.